# Kenyas damlandslag i volleyboll
Kenyas damlandslag i volleyboll tillhör (tillsammans med Kamerun och de nordafrikanska lagen) ett av de främsta landslagen i Afrika med nio vunna afrikanska mästerskap och fem vunna afrikanska spel. De har återkommande deltagande i VM och OS, vid vilka de varit mindre framgångsrika. Laget organiseras av Kenya Volleyball Federation. Landslaget har smeknamnet Malkia Strikers.

## Spelartrupper
- VM 2022